# Centrale nucléaire de Żarnowiec
Le projet de centrale nucléaire de Żarnowiec (en polonais Elektrownia Jądrowa Żarnowiec) devait être la première centrale nucléaire de la République populaire de Pologne, mais après les changements économiques et politiques survenus en 1989, ainsi que les manifestations qui eurent lieu après la catastrophe de Tchernobyl, sa construction a été abandonnée.

## Historique

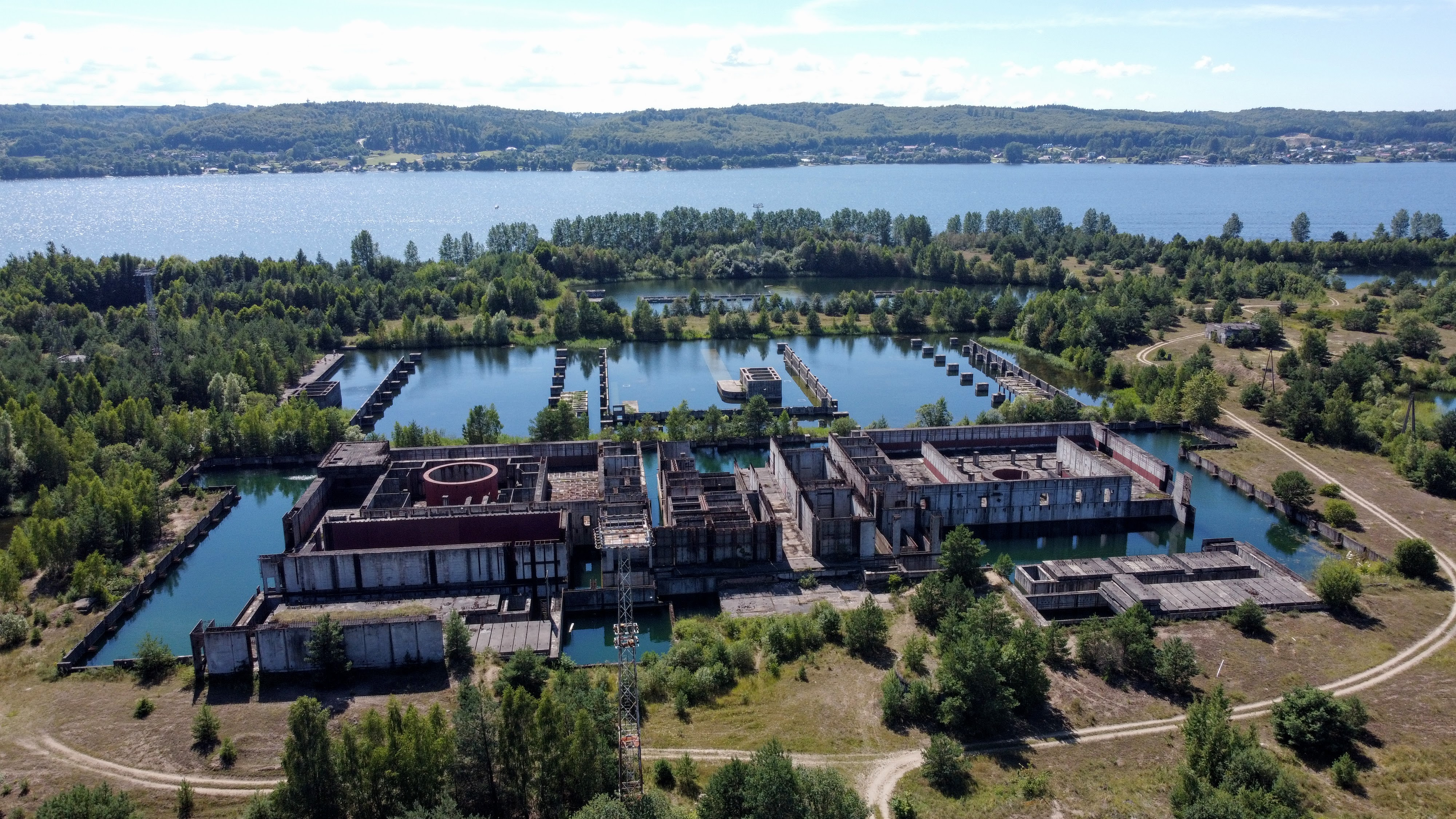
Ruines du bâtiment inachevé, aujourd'hui inondé.

L'emplacement de la centrale a été choisi après sept années d'études géologique, sismique et démographique. La centrale devait à terme occuper 70 ha, et l'ensemble du site aurait occupé à terme 425 ha, au sud du lac Żarnowiec et du village de Żarnowiec, et à proximité de la mer Baltique. La construction a commencé en 1982. Il était prévu d'installer quatre réacteurs de 440 MWe chacun, pour une puissance totale de 1 600 MWe. La première tranche était planifiée pour 1989 et la deuxième pour 1990. Fin 1983 les dates ont été repoussées à 1990 et 1991. Après la catastrophe de Tchernobyl des modifications ont été prévues pour améliorer la sécurité, ainsi que l'utilisation d'équipements de Siemens AG.
Le 2 décembre 1989, le gouvernement de Tadeusz Mazowiecki décide de suspendre les travaux, le temps d'organiser une consultation de la population. Le 27 mai 1990 un référendum indique que 86.1% des participants sont contre la poursuite de la construction. Le 17 décembre 1990 le conseil des ministres initie la liquidation de la centrale. Le club polonais d'écologie a joué un rôle important pour marquer un coup d'arrêt aux projets potentiellement dangereux engagés par l'ancien régime.

## Impact et conséquences environnementales
Il était prévu que la centrale utilise les eaux du lac pour son refroidissement, et il était estimé que la température du lac allait augmenter d'environ 10°, ce qui aurait eu comme conséquence l'absence de glace en hiver. Pour éviter une augmentation incontrôlée de la végétation, des poissons herbivores tels que des carpes de roseau (Ctenopharyngodon idella) ont été introduits dans le lac. Lors de cette phase et afin de limiter la population d'espèces carnivores, les quota de pêche ont été supprimés. Après l'abandon de la construction de la centrale, ces critères n'ont pas été modifiés, ce qui a causé l'effondrement de la population de poissons dans le lac. La station de pompage qui utilise à présent l'eau du lac provoque des variations importantes du niveau de l'eau, ce qui cause l'érosion des berges.